# Olympische Jugend-Winterspiele 2016/Teilnehmer (Rumänien)
| Gelbes Symbol für Goldmedaillen mit stilisierten Olympischen Ringen | Graues Symbol für Silbermedaillen mit stilisierten Olympischen Ringen | Braundes Symbol für Bronzemedaillen mit stilisierten Olympischen Ringen |
| ------------------------------------------------------------------- | --------------------------------------------------------------------- | ----------------------------------------------------------------------- |
| 1                                                                   | —                                                                     | —                                                                       |

Rumänien nahm an den Olympischen Jugend-Winterspielen 2016 im norwegischen Lillehammer mit 22 Athleten in neun Sportarten teil.

## Medaillen
Mit einer gewonnenen Goldmedaille belegte das rumänische Team – gemeinsam mit der Ukraine – Platz 17 im Medaillenspiegel.

## Sportarten

### Biathlon
| Athleten                     | Wettbewerb           | Zeit (Schießfehler) | Rang |
| ---------------------------- | -------------------- | ------------------- | ---- |
| Jungen                       |                      |                     |      |
| Daniel Munteanu              | 7,5 km Sprint        | 21:02,1 min (2)     | 24   |
| Daniel Munteanu              | 10 km Verfolgung     | 33:13,9 min (6)     | 27   |
| Mädchen                      |                      |                     |      |
| Enikő Márton                 | 6 km Sprint          | 21:22,3 min (4)     | 39   |
| Enikő Márton                 | 7,5 km Verfolgung    | 31:02,7 min (7)     | 36   |
| Gemischt                     |                      |                     |      |
| Enikő Márton Daniel Munteanu | Single Mixed-Staffel | 45:07,4 min (4+18)  | 15   |

### Bob
| Athleten       | Wettbewerb | Durchgang 1 | Durchgang 1 | Durchgang 2 | Durchgang 2 | Gesamt      | Gesamt |
| Athleten       | Wettbewerb | Zeit        | Rang        | Zeit        | Rang        | Zeit        | Rang   |
| -------------- | ---------- | ----------- | ----------- | ----------- | ----------- | ----------- | ------ |
| Jungen         |            |             |             |             |             |             |        |
| Mihai Țentea   | Monobob    | 57,42 s     | 4           | 57,20 s     | 3           | 1:54,62 min | 4      |
| Mädchen        |            |             |             |             |             |             |        |
| Daniela Gheauș | Monobob    | 59,55 s     | 9           | 59,65 s     | 12          | 1:59,20 min | 11     |

### Eishockey
| Athleten             | Wettbewerb       | Qualifikation | Qualifikation | Finale             | Finale             |
| Athleten             | Wettbewerb       | Punkte        | Rang          | Punkte             | Rang               |
| -------------------- | ---------------- | ------------- | ------------- | ------------------ | ------------------ |
| Jungen               |                  |               |               |                    |                    |
| Eduard Căsăneanu     | Skills-Challenge | 18            | 2             | 14                 | Gold               |
| Mädchen              |                  |               |               |                    |                    |
| Diana-Alexandra Iuga | Skills-Challenge | 7             | 14            | nicht qualifiziert | nicht qualifiziert |

### Eisschnelllauf
| Athleten      | Wettbewerb  | Durchgang 1 | Durchgang 1 | Durchgang 2 | Durchgang 2 | Gesamt      | Gesamt |
| Athleten      | Wettbewerb  | Zeit        | Rang        | Zeit        | Rang        | Zeit        | Rang   |
| ------------- | ----------- | ----------- | ----------- | ----------- | ----------- | ----------- | ------ |
| Mädchen       |             |             |             |             |             |             |        |
| Mihaela Hogaș | 500 m       | 42,27 s     | 16          | 42,11 s     | 17          | 84,38 s     | 17     |
| Mihaela Hogaș | 1500 m      |             |             |             |             | 2:14,61 min | 21     |
| Mihaela Hogaș | Massenstart |             |             |             |             | Overtime    | 24     |

### Rennrodeln
| Athleten                      | Wettbewerb   | Durchgang 1 | Durchgang 1 | Durchgang 2 | Durchgang 2 | Gesamt       | Gesamt |
| Athleten                      | Wettbewerb   | Zeit        | Rang        | Zeit        | Rang        | Zeit         | Rang   |
| ----------------------------- | ------------ | ----------- | ----------- | ----------- | ----------- | ------------ | ------ |
| Jungen                        |              |             |             |             |             |              |        |
| Andrei Turea                  | Einsitzer    | DNF         | DNF         | DNF         | DNF         | DNF          | DNF    |
| Flavius Crăciun Vasile Gîtlan | Doppelsitzer | 52,772 s    | 3           | 52,707 s    | 4           | 1:45,479 min | 4      |
| Mädchen                       |              |             |             |             |             |              |        |
| Mihaela-Carmen Manolescu      | Einsitzer    | 43,950 s    | 13          | 53,777 s    | 11          | 1:47,727 min | 12     |

| Athleten                                                            | Wettbewerb  | Mädchen  | Mädchen | Junge    | Junge | Doppel   | Doppel | Gesamt       | Gesamt |
| Athleten                                                            | Wettbewerb  | Zeit     | Rang    | Zeit     | Rang  | Zeit     | Rang   | Zeit         | Rang   |
| ------------------------------------------------------------------- | ----------- | -------- | ------- | -------- | ----- | -------- | ------ | ------------ | ------ |
| Gemischt                                                            |             |          |         |          |       |          |        |              |        |
| Mihaela-Carmen Manolescu Andrei Turea Flavius Crăciun Vasile Gîtlan | Teamstaffel | 58,032 s | 9       | 58,462 s | 7     | 58,767 s | 5      | 2:55,261 min | 6      |

### Skeleton
| Athleten                | Durchgang 1 | Durchgang 1 | Durchgang 2 | Durchgang 2 | Gesamt      | Gesamt |
| Athleten                | Zeit        | Rang        | Zeit        | Rang        | Zeit        | Rang   |
| ----------------------- | ----------- | ----------- | ----------- | ----------- | ----------- | ------ |
| Jungen                  |             |             |             |             |             |        |
| Mihail Sebastian Enache | 55,58 s     | 14          | 55,59 s     | 13          | 1:51,17 min | 14     |
| Mihai Trasnea           | 55,73 s     | 16          | 56,21 s     | 17          | 1:51,94 min | 16     |
| Mädchen                 |             |             |             |             |             |        |
| Daria Miroiu            | 56,86 s     | 10          | 57,16 s     | 14          | 1:54,02 min | 11     |
| Diana Puscasu           | 56,73 s     | 8           | 56,45 s     | 7           | 1:53,18 min | 7      |
| Alexandra Vicol         | 56,50 s     | 7           | 57,80 s     | 17          | 1:54,30 min | 15     |

### Ski Alpin
| Jungen                      |              |             |     |                    |                    |                    |                    |
| Alexandru Ștefan Ștefănescu | Super-G      |             |     |                    |                    | DNF                | DNF                |
| Alexandru Ștefan Ștefănescu | Riesenslalom | DNF         | DNF | nicht qualifiziert | nicht qualifiziert | nicht qualifiziert | nicht qualifiziert |
| Alexandru Ștefan Ștefănescu | Slalom       | 55,70 s     | 35  | DNF                | DNF                | DNF                | DNF                |
| Alexandru Ștefan Ștefănescu | Kombination  | 1:18,57 min | 41  | 45,96 s            | 26                 | 2:04,53 min        | 27                 |
| Mädchen                     |              |             |     |                    |                    |                    |                    |
| Iulia Boier                 | Super-G      |             |     |                    |                    | 1:24,65 min        | 36                 |
| Iulia Boier                 | Riesenslalom | 1:33,34 min | 35  | DNF                | DNF                | DNF                | DNF                |
| Iulia Boier                 | Slalom       | DNF         | DNF | nicht qualifiziert | nicht qualifiziert | nicht qualifiziert | nicht qualifiziert |
| Iulia Boier                 | Kombination  | 1:24,91 min | 32  | 54,05 s            | 22                 | 2:18,96 min        | 23                 |

### Skilanglauf
| Athleten           | Wettbewerb       | Qualifikation | Qualifikation | Viertelfinale      | Viertelfinale      | Halbfinale         | Halbfinale         | Finale             | Finale             |
| Athleten           | Wettbewerb       | Zeit          | Rang          | Zeit               | Rang               | Zeit               | Rang               | Zeit               | Rang               |
| ------------------ | ---------------- | ------------- | ------------- | ------------------ | ------------------ | ------------------ | ------------------ | ------------------ | ------------------ |
| Jungen             |                  |               |               |                    |                    |                    |                    |                    |                    |
| Iulian Ababei      | Cross            | 3:36,48 min   | 41            |                    |                    | nicht qualifiziert | nicht qualifiziert | nicht qualifiziert | nicht qualifiziert |
| Iulian Ababei      | Sprint klassisch | 3:26,46 min   | 39            | nicht qualifiziert | nicht qualifiziert | nicht qualifiziert | nicht qualifiziert | nicht qualifiziert | nicht qualifiziert |
| Iulian Ababei      | 10 km Freistil   |               |               |                    |                    |                    |                    | 28:13,3 min        | 42                 |
| Mädchen            |                  |               |               |                    |                    |                    |                    |                    |                    |
| Nicoleta Sovarschi | Cross            | 4:05,87 min   | 31            |                    |                    | nicht qualifiziert | nicht qualifiziert | nicht qualifiziert | nicht qualifiziert |
| Nicoleta Sovarschi | Sprint klassisch | 4:08,05 min   | 38            | nicht qualifiziert | nicht qualifiziert | nicht qualifiziert | nicht qualifiziert | nicht qualifiziert | nicht qualifiziert |
| Nicoleta Sovarschi | 5 km Freistil    |               |               |                    |                    |                    |                    | 16:02,6 min        | 39                 |

### Skispringen
| Athleten                | Wettbewerb    | Erste Runde | Erste Runde | Erste Runde | Finale | Finale | Finale | Gesamt | Gesamt |
| Athleten                | Wettbewerb    | Weite       | Punkte      | Rang        | Weite  | Punkte | Rang   | Punkte | Rang   |
| ----------------------- | ------------- | ----------- | ----------- | ----------- | ------ | ------ | ------ | ------ | ------ |
| Jungen                  |               |             |             |             |        |        |        |        |        |
| Nicolae Mitrofan        | Normalschanze | 84,0 m      | 91,0        | 15          | 81,5 m | 81,5   | 15     | 180,7  | 15     |
| Mädchen                 |               |             |             |             |        |        |        |        |        |
| Andreea Diana Trâmbițaș | Normalschanze | 83,0 m      | 88,8        | 9           | 82,0 m | 88,1   | 9      | 176,9  | 9      |